# Den nordiske sædelighedsfejde
Den nordiske sædelighedsfejde var en debat om kønsmoralen, der prægede Danmark og de nordiske lande i 1880'erne, og som var et af det moderne gennembruds mest markante udtryk. Fejden involverede flertallet af Nordens toneangivende forfattere og kulturskribenter i 1880'erne, bl.a. Jaquette Liljencrantz. Det centrale stridspunkt var, om synet på mænds og kvinders kønsdrift var ens, eller om der gjaldt forskellige normer for kønnene.